# Karina Jespersen
Karina Jespersen est une handballeuse internationale danoise née le 20 mars 1975.
Avec l'équipe du Danemark, elle remporte le titre de championne du monde en 1997.
Elle évolue de 1998 à 2001 au Frederiksberg IF, de 2004 à 2006 au HC Teramo 2002 (it) et de 2007 à 2009 à l'Ariosto Pallamano Ferrara (it).

## Palmarès
championnats du monde
- vainqueur du championnat du monde 1997

Championnat d'Europe
- finaliste du championnat d'Europe 1998